# 亞瑟的麻煩老師
《亞瑟的麻煩老師》（又稱《亞瑟老師的麻煩》或《亞瑟害怕新老師》。英文原文：Arthur's Teacher Trouble），是美國作家馬可·布朗（Marc Brown）所寫的兒童讀物，於公元1986年發行。

## 故事概要
亞瑟在新學期，編到十三號教室，並且來了一個看似嚴厲的老師「燒鼠」（Mr. Ratburn）。第一天，燒鼠老師在其他教室的學生高興地下課時，只有十三號教室的學生神情凝重，因為亞瑟與他的同學在第一天，就被燒鼠老師給了很多作業，連玩樂的時間都沒有。
學校要舉辦拼字比賽，在這前夕，其他老師，如甜水老師（Miss Sweetwater）帶她的同學去參觀水族館，芬克老師讓學生製作爆米花。但燒鼠老師在一次，測驗著學生對於單字的拼字能力，讓很多同學感到無奈。測驗結果出爐，布萊恩（Alan The Brain Powers）與亞瑟取得替班級參加拼字比賽的資格，燒鼠老師給了他們更多的單字卡，要他們好好練習拼字能力。就這樣，亞瑟開始了燒鼠老師給的魔鬼訓練，直至比賽的那一天…

## 其他出版媒介
《亞瑟的麻煩老師》也有透過Living Books系列，於1993年發行互動光碟電子書；並於1996年9月9日，於電視首播此著作的劇情的動畫，片名分別叫做《亞瑟與真實的燒鼠老師》（英文：Arthur and the Real Mr. Ratburn）與《亞瑟的拼字麻煩》（又名《亞瑟麻煩於拼字》。英文：Arthur's Spelling Trouble）。

## 外部連結
- （英文）亞馬遜書局：《亞瑟的麻煩老師》商品簡介 （页面存档备份，存于）
- （繁體中文）麥克兒童外文書店：《亞瑟的麻煩老師》商品簡介